# Gualdo Cattaneo
Gualdo Cattaneo là một đô thị ở Tỉnh Perugia trong vùng Umbria, có khoảng cách khoảng 25 km về phía đông nam của Perugia. Tại thời điểm ngày 31 tháng 12 năm 2004, đô thị này có dân số 6.251 người và diện tích là 96.7 km².
Đô thị Gualdo Cattaneo có các frazioni (các đơn vị cấp dưới, chủ yếu là các làng) Barattano, Ceralto, Cerquiglino, Cisterna, Collesecco, Grutti, Marcellano, Pomonte, Ponte di Ferro, Pozzo, San Terenziano, Saragano, và Torri.
Gualdo Cattaneo giáp các đô thị: Bettona, Bevagna, Cannara, Collazzone, Giano dell'Umbria, Massa Martana, Montefalco, Todi.